# Чеснокова, Ольга Михайловна
Ольга Михайловна Чесноко́ва (10 июля 1929 год, с. Живодерка, Красноуфимский район, Уральская область — 5 июля 2009 год, Красноуфимск, Свердловская область) — звеньевая колхоза имени Кирова Красноуфимского района Свердловской области. Герой Социалистического Труда (1952).

## Биография
Родилась в 1929 году в крестьянской семье в селе Живодерка Красноуфимского района.
Окончив в 1945 году семилетку, устроилась на работу в колхозе «Последователь» в селе Криулино. Работала в картофелеводческом звене, которым руководила Валентина Зуева. В 1948 году была назначена звеньевой нового молодёжного картофелеводческого звена. Звенья Валентины Зуевой и Ольги Чесноковой вступили в социалистическое соревнование по выращиванию картофеля.
Звено под руководством Ольги Чесноковой ежегодно выращивала большие урожаи картофеля. В 1945 году в возрасте 16 лет был награждена Орденом Ленина. В 1948 году звено вырастило 524 центнеров картофеля с каждого гектара и в 1951 году — 610 центнеров с каждого гектара на участке площадью 8 гектаров.
Указом Президиума Верховного Совета СССР от 26 мая 1952 года за получение высоких урожаев картофеля в 1951 году при выполнении колхозом обязательных поставок, натуроплаты за работу МТС и обеспеченности семенами всех культур для весеннего сева 1952 года удостоена звания Героя Социалистического Труда с вручением ордена Ленина и золотой медали «Серп и Молот».
В 1954 году окончила школу по подготовке председателей колхозов, после которой работала агрономом в Ирбитском районе Свердловской области. С 1958 по 1960 года — заведующая семенной инспекции в Красноуфимске.
Неоднократно участвовала во Всесоюзной выставке ВДНХ в Москве. В 1962 году избиралась делегатом XIV съезда ВЛКСМ.
Скончалась в 2009 году в Красноуфимске, похоронена на городском кладбище № 1.

## Награды
- Герой Социалистического Труда — указом Президиума Верховного Совета СССР от 26 мая 1952 года
- Орден Ленина — дважды (25.05.1945; 1952)